# 울주 대대리 상대고분
울주 대대리 상대고분(蔚州 大垈里 上垈古墳)은 울산광역시 울주군 웅촌면 대대리 상대에 있는 고분이다. 2000년 11월 9일 울산광역시의 기념물 제33호로 지정되었다.

## 개요
대대리 상대 고분의 일대에는 삼국시대 무덤이 조밀하게 분포하고 있다. 이 중에서도 이 고분은 지름 15m, 높이 2.5m 정도로 봉분의 흔적이 뚜렷하다. 발굴조사가 이루어지지 않아 내부구조나 시기 등을 정확하게 알 수 없으나, 주변에서 채집된 토기편과 고분의 외형적 특징으로 보아 이 고분의 주인은 상당한 세력을 가졌던 인물로 추정된다.
인접한 하대와 중대고분군의 일부 지역에서는 발굴조사가 이루어져, 5세기대의 무덤이 확인되었다. 중대고분군에서 도질토기와 다양한 철기류가 출토되었으며, 이들 유물들은 경주지역 출토유물과 거의 유사하다. 상대에서 저리에 이르는 구릉 전체에는 2세기부터 6세기에 이르는 무덤들이 만들어져 있다. 중소규모의 무덤에서부터 이 고분과 같이 비교적 규모가 큰 고분들까지 넓은 범위에서 확인되는 고분군으로 볼 때 이곳에는 상당히 강력한 정치집단이 오랜 기간 동안 뿌리내리고 있었음이 분명하다.
이 상대 고분은 울산광역시 기념물 제20호인 대대리고분과 함께 고대 울산지역에 있었던 것으로 추정되는 우시산국(于尸山國)의 존재를 밝히고 당시 사회와 문화를 규명할 수 있는 중요한 자료로 평가된다.

## 참고 자료
- 울주 대대리 상대고분 - 국가유산청 국가유산포털